# Крамм, Аше фон
Аше фон Крамм (нем. Asche von Cramm auch Assa von Kram, Aschwin IV, 1480 — 7 июня 1528, Кур) — немецкий командир ландскнехтов. Представитель нижнесаксонского дворянского рода Крамм.

## Биография

### Происхождение
Его родителями были шенк епископа Хильдесхайма и амтсхерр Виделы Ашвин III фон Крамм и Гизела фон Хойм. Он был лордом Эльбера и Эльбрука.

### Военная карьера
В 1515 г. участвовал в битве при Мариньяно на стороне французского короля Франциска I, вместе с Чёрной стражей представляя герцога Гелдерна Карла Эгмонда.
В 1519 г. был на службе у герцога Брауншвейг-Люнебурга Генриха Среднего. Согласно легенде, в ходе Хильдесхаймской вражды герцог пригрозил смириться с потерей собственных замков и амтов, на что Аше в гневе выступил против этого и посоветовал герцогу продолжить борьбу. Затем герцог отклонил мирное предложение и отправил ландскнехта с кавалерийским отрядом в 400 человек в битву при Зольтау, завершившуюся победой коалиция Люнебурга и Хильдесхайма. Говорят, что его двоюродный брат Бурхард фон Крамм воевал на стороне оппозиционной партии Вольфенбюттель-Каленберг.
В 1522 г. был на службе у двоюродного брата Генриха и его противника в войне герцога Брауншвейг-Каленберга Эриха I.
В 1523 г. помог герцогу Голштинии-Готторпа Фредерику свергнуть с престола Дании племянника Кристиана II и завоевать Копенгаген.
Был взят на службу курфюрстом Саксонии Фридрихом III, в его свите присутствовал на свадьбе курфюрста Брандербурга Иоахима II с Магдалиной Саксонской и участвовал в последовавшем рыцарском турнире. В качестве полковника и под командованием брата курфюрста Иоганна участвовал в Крестьянской войне, отметившись в битве при Франкенхаузене. По её итогам ходатайствовал перед курфюрстом о снисхождении и проявлении уважения к пленным, что было частично выполнено. Потрясенный опытом Крестьянской войны и движимый угрызениями совести, Крамм обсуждал переживания с Мартином Лютером, с которым познакомился во время длительного пребывания в Виттенберге и с которым вскоре стал близким другом.
Аше оставался при саксонском дворе до 1528 г., выиграл венок на прошедшем 2 июня 1527 г. на свадьбе курфюрста Иоганна Фридриха с принцессой Сибиллой Клевской турнире в Торгау.
В том же году герцог Брауншвейг-Люнебурга Генрих II нанял его для экспедиции через Альпы в Италию, чтобы привести немецкие войска к императору Карлу V. Бергамо был взят в осаду, а Лоди завоеван, когда в немецком лагере вспыхнула чума. Из-за этого и невыплаты императором обещанного золота, герцог отменил поход и переодевшись слугой бежал обратно в Германию. Аше тоже покинул Италию, но заразился чумой и остался в швейцарском Куре. Вскоре он умер, в тот же день, когда он получил известие о том, что его жена Маргарита Фрейн фон Бранденштейн, умерла при рождении дочери.
Немецкий историк XIX в. Георг Кристиан Фридрих Лиш называл его одним из «самых могущественных героев войны своего времени».

### Отношение к Реформации
Он был в дружеских отношениях с Мартином Лютером. На основе разговоров между ними в Виттенберге летом 1525 года о том, что значит быть солдатом и о жизни на войне, Лютер написал в 1526 г трактат «Могут ли воины обрести Царствие Небесное», которое было посвящено его «строгому и почтенному» другу. Среди прочего, Лютер рассказывает об опыте Крамма во время Крестьянской войны.
Когда убеждённому противнику Реформации герцогу Саксонии Георгу была вручена копия этой работы, он очень похвалил книгу и показал её публиковавшему работы Лютера живописцу и графику Лукасу Кранаху-старшему, как свидетельство чужого превосходства над Лютером. Когда Кранах объяснил, что эта книга как раз и написана реформатором, герцог возмутился и сказал, что очень жаль, что такой «безнадежный монах» мог написать такую хорошую книгу.
Позже Лютер попросил Крамма стать крёстным отцом одного из своих детей. Лютер глубоко сожалел о ранней смерти Краммс, в 1534 г. он назвал его «прекрасным человеком» в толковании псалмов.